# Криницкий, Павел Васильевич
Павел Васильевич Криницкий (1751, Черниговская губерния — 1 декабря 1835, Санкт-Петербург, Российская империя) — протопресвитер, императорский духовник, член Святейшего Синода.

## Биография
Происходил из дворян Черниговской губернии, образование получил в Черниговском коллегиуме и Киево-Могилянской духовной академии. По окончании академического курса некоторое время был учителем поэзии и греческого языка в Черниговском коллегиуме.
В 1783 году в Париже был рукоположен в сан священника, и, по примеру его предшественников, получил при хиротонии наперсный крест, что, по тому времени, являлось довольно редкой наградой. В Париже Криницкий служил с 1783 года по 1791 год. Его служение пришлось на тревожное время Великой французской революции. Кроме того, обладая, по свидетельству современников, «суровым нравом», не сошёлся во мнениях с пономарём Зиновием Черневским. Оба жаловались друг на друга в Святейший Синод, который в 1788 году поддержал сторону Зиновия Черневского, предписывая обоим клирикам примириться. В 1791 году священник Павел Криницкий обратился в Синод с просьбой о перемещении на другую должность. В 1792 году его просьбу удовлетворили.
Вернувшись в Россию, с 1793 года по 1795 год состоит законоучителем в Академии Художеств. В 1799 году определён законоучителем Августейших детей императора Павла Петровича и протоиереем Софийского собора.
1 декабря 1803 года переведён к придворной церкви, 27 января 1806 года назначен старшим над придворным духовенством.
3 апреля 1808 года назначен царским духовником и членом Св. Синода. C этого же времени состоял настоятелем Московского Благовещенского собора в Кремле. Протопресвитер Придворного и Московского Благовещенского соборов.
При учреждении коллегии духовных училищ назначен членом этой коллегии.
После смерти императора Александра I оставался духовником императрицы Марии Федоровны, а после её смерти назывался «бывшим духовником покойной государыни императрицы». По этому поводу митрополит Московский Филарет (Дроздов) писал своему викарному Иннокентию: «И так вот человек — который в самом титуле своём имеет memento mori, что нам и всем не худо помнить».
Павел Васильевич Криницкий скончался 1 декабря 1835 года, похоронен в церкви Св. Троицы на Смоленском православном кладбище в Санкт-Петербурге. Ныне могила, и церковь утрачены.

## Адреса
- В Санкт-Петербурге: 
  - Указан как Креницын Павел: IV-я Адмиралт. часть, 4 квартал, Сергиев. пер., в собств. доме №507[8];
  - Литейная часть, по Моховой ул., в собств. доме, № 63[9].